# Ipomoea laeta
Ipomoea laeta är en vindeväxtart som beskrevs av Asa Gray och S. Wats. Ipomoea laeta ingår i släktet praktvindor, och familjen vindeväxter. Inga underarter finns listade i Catalogue of Life.